# Lawrence Attard
Lawrence Attard (6 giugno 1966) è un ex calciatore maltese.

## Carriera

### Club
Dal 1991 al 2002 ha sempre giocato con l'Hibernians Paola.

### Nazionale
Nel 1997 ha esordito con la Nazionale maltese, giocando 16 partite fino al 1997.